# Moliški Hrvati
Moliški Hrvati (Molizanski Hrvati) dio su hrvatskog naroda i žive u regiji Molise u Italiji u selima Acquaviva Collecroce (hrvatski Kruč), San Felice del Molise (hrvatski Štifilić), Montemitro (hrvatski Mundimitar). U ta tri sela Hrvati su većina. Ima oko 2000 govornika moliškog hrvatskog. Prije su živjeli i u selima Taveli (Tavenna), Ripadi (Mafalda), Palati, San Biase, a u Palati i danas stoji natpis na crkvi o graditeljima koji su došli iz Dalmacije, te u Čiritu (Ceritellu), u kojem su do 17. stoljeća zajedno živjeli Albanci i Hrvati (kasnije su se Albanci preselili u Montecilfone, a Hrvati u Kruč Živuvodu).
Ta tri sela bile su naseobine hrvatskih izbjeglica (pred turskim osvajanjem), a pojavili su se na južnom dijelu jadranske Italije (od Marke do Apulije) u 15. stoljeću. O seobama tih Hrvata na talijanske obale posvjedočio je hrvatski književnik Petar Hektorović.
Također, diljem ostatka Italije živi još oko 1000 Hrvata koji su podrijetlom iz Molisea.

## Identitet i jezik
Moliški Hrvati sebe smatraju podjednako i Hrvatima i Talijanima. Govore oba jezika, moliški hrvatski i talijanski. Milena Lalli, pjesnikinja čiji su roditelji Rimljani, studirala je slavistiku 70-ih godina sa željom zamjene talijanizama u moliškome govoru.

## Vjera i tradicija
Moliški Hrvati su rimokatolici. Tradicija govori da su se smjestili iz one bane mora (s one strane mora) u 15. stoljeću, i od tada se broj Hrvata u Moliseu povećava. Legenda kaže da su u Molise došli jednoga svibanjskoga petka sa sobom noseći samo kip svete Lucije. Budući da se ne zna kojega nadnevka su točno došli, Hrvati u Moliseu svakoga svibanjskog petka održavaju procesije u čast sv. Luciji, a posebno se slavi zadnji petak u Mundimitru.

## Podrijetlo
Znanstvenici daju nekoliko pretpostavki o mjestu podrijetla Moliških Hrvata:
- Prije 500 godina, njihovi su pretci u Molise došli s doline rijeke Neretve, koja je danas većim dijelom u Hercegovini i manjim dijelom u Dalmaciji;
- Početkom 16. stoljeća Hrvati iz Dalmacije oko rijeke Neretve su došli u Molise (Reissmüller);
- Moliški Hrvati došli su negdje iz okolice grada Zadra (Aranza);
- Moliški Hrvati podrijetlom su sa štokavsko-morlačkog područja Istre (Badurina);
- Moliški Hrvati došli su iz Zadra i Šibenika (kopneni dio) (Hraste);
- Moliški Hrvati došli su s prostora Zabiokovlja (kod planine Biokovo) između gradova Imotskoga, Zagvozda i Makarske (Muljačić).

## Poznati umjetnici
- Rocco Giorgetta[4]
- Gianluca Miletti[4]
- Antonio Sammartino[4]
- Gabriele Blascetta[5]
- Mario Romagnoli[5]
- Giuseppe Cicanese[6]
- Giovanni De Rubertis[6]
- Angelo Genova[6]
- Enrico Giorgetta[6]
- Mario Giorgetta[6]
- Leopoldo Lalli[6]
- Milena Lalli[6]
- Emilio Ambrogio Paterno[6]
- Lucio Piccoli[6]
- Pasquale Piccoli[6]
- Gabriele Romagnoli[6]

## Šport
2009. su godine osnovali športsko društvo Jizola Kroata do Moliza (Hrvatski otok)/Isola Croata del Molise. Sjedište mu je u Kruču, a okuplja mlade nogometaše iz svih triju sela u Molizu gdje žive Hrvati. Već 2010. su sudjelovali na Hrvatskim svjetskim igrama.

## Vanjske poveznice
- Arhivirana inačica izvorne stranice od 1. srpnja 2004. (Wayback Machine) „Osservazioni in occasione di una visita ai Croati del Molise (Italia)”, Linguistica, sv  26, 1986, str. 99-106.
- Mundimitar, stari hrvatski grad u Italiji  Arhivirana inačica izvorne stranice od 5. veljače 2006. (Wayback Machine)
- Nogometna momčad Mundimitra  Arhivirana inačica izvorne stranice od 10. svibnja 2006. (Wayback Machine)
- Moliški Hrvati u Mundimitru  Arhivirana inačica izvorne stranice od 8. travnja 2006. (Wayback Machine)
- Moliško-hrvatsko  - engleski rječnik  Arhivirana inačica izvorne stranice od 6. rujna 2004. (Wayback Machine) sa Sveučilišta u Konstanzu
- S HRT-a  Arhivirana inačica izvorne stranice od 8. srpnja 2006. (Wayback Machine)
- Knjiga   Arhivirana inačica izvorne stranice od 4. ožujka 2016. (Wayback Machine)
- Ugroženi europski jezici i narječja UNESCO-ova Crvena knjiga
- Manjinski jezici u Italiji  Arhivirana inačica izvorne stranice od 23. veljače 2010. (Wayback Machine) s Udinskog sveučilišta
- Hrvati u Italiji s Otvorenog sveučilišta Catalunya
- Zbirka poveznica
- I croati del molise
- Novi list  Arhivirana inačica izvorne stranice od 27. rujna 2007. (Wayback Machine) Članak „Moliški Hrvati – čudo ujedinjene Europe”, povodom završenih 3. susreta književnika hrv. manjina s književnicima u Hrvatskoj
- [neaktivna poveznica]
- Vjesnik[neaktivna poveznica] Inoslav Bešker: Hrvatski korijeni Peschicija , 3. studenoga 1998.